# Repetidor de rayos gamma suaves
Un repetidor de rayos gamma suaves (SGR, inglés Soft Gamma Repeater) es un objeto astronómico que emite grandes ráfagas de rayos gamma y rayos X a intervalos irregulares. Se conjetura que son un tipo de magnetar o, alternativamente, estrellas de neutroness con discos fósiles a su alrededor.

## Historia
El 5 de marzo de 1979 se observó una potente explosión de rayos gamma. A medida que varios receptores situados en distintos lugares del Sistema Solar vieron el estallido en momentos ligeramente diferentes, se pudo determinar su dirección y se demostró que se originaba cerca de un remanente de supernova en la Gran Nube de Magallanes.
Con el tiempo se hizo evidente que esto no era un estallido de rayos gamma normal. Los fotones eran menos energéticos en el rango de rayos gamma blandos y rayos X duros, y los estallidos repetidos provenían de la misma región.
La astrónoma Chryssa Kouveliotou de la Asociación de Investigación Espacial de las Universidades (USRA) en el Centro Marshall de Vuelos Espaciales de la NASA decidió probar la teoría de que los repetidores gamma blandos eran magnetares. Según la teoría, las ráfagas harían que el objeto ralentizara su rotación. En 1998, hizo comparaciones cuidadosas de la periodicidad del repetidor gamma blando SGR 1806-20. El período había aumentado en 0,008 segundos desde 1993, y calculó que esto se explicaría por un magnetar con una fuerza de campo magnético de 8×1010 teslas (8×1014 gauss). Esto fue suficiente para convencer a la comunidad astronómica internacional de que los repetidores gamma blandos son de hecho magnetares.
Una ráfaga de repetidor gamma suave inusualmente espectacular fue observada el 27 de agosto de 1998. A pesar de la gran distancia a este SGR, estimada en 20.000 años luz, el estallido tuvo grandes efectos en la atmósfera de la Tierra. Los átomos en la ionosfera, que generalmente son ionizados por la radiación del Sol durante el día y se recombinan en átomos neutros por la noche, fueron ionizados durante la noche a niveles no mucho más bajos que el nivel normal durante el día. El Rossi X-Ray Timing Explorer (RXTE), una Los rayos X recibieron su señal más fuerte de esta explosión en este momento, a pesar de que estaba dirigida a una parte diferente del cielo, y normalmente debería haber estado protegida de la radiación.

## Lista de SGRs conocidos
La lista de repetidores de rayos gamma suaves conocida incluye:
| Objeto         | Descubrimiento | Notas |
| -------------- | -------------- | --- |
| SGR 0525−66    | 1979           | |
| SGR 1806−20    | 1979/1986      | La ráfaga de repetidor de rayos gamma suaves más potente jamás registrada, se observó proveniente de este objeto el 27 de diciembre de 2004. |
| SGR 1900+14    | 1979/1986      | A 20 000 años luz de distancia. |
| SGR 1627−41    | 1998           | |
| SGR J1550−5418 | 2008           | Rota cada 2,07 segundos, es el magnétar rotativo más rápido observado.                                                                       |
| SGR 0501+4516  | 2008           | A 15 000 años-luz; ráfaga de rayos-X detectada por la Misión Swift el 22 de agosto de 2008.                                                  |
| SGR J1745−2900 | 2013           | Un repetidor de rayos gamma suaves orbitando alrededor el agujero negro de Sagitario A*.                                                     |
| SGR 1935+2154  | 2014           | A 30.000 años-luz de distancia; primera detección dentro de la Vía Láctea, y primeva vez en asociarse a una fuente conocida.                 |

Los números dan la posición en el cielo, por ejemplo, SGR 0525-66 tiene una ascensión recta de 5h25m y una declinación de -66°. La fecha de descubrimiento a veces aparece en un formato como 1979/1986 para referirse al año en que se descubrió el objeto, además del año en que los repetidores gamma blandos fueron reconocidos como una clase separada de objetos en lugar de estallidos de rayos gamma "normales".